# Cirolana imposita
Cirolana imposita är en kräftdjursart som beskrevs av Barnard 1955. Cirolana imposita ingår i släktet Cirolana och familjen Cirolanidae. Inga underarter finns listade i Catalogue of Life.